# Сонце перемоги
«Сонце перемоги» (біл. Сонца Перамогі, Sonca Pieramohi) — збірка патріотичних пісень, записаних колишніми членами «Білого легіону» та розповсюджених безкоштовно в Інтернеті.

## Створення
Ініціаторами збору коштів для альбому стали Сергій Бульба та Дмитро Сосновський. Планувалося, що проект вийде до 2 лютого 2020 року і буде представлений на фестивалі «Взаємно» на честь дня народження Кастуся Каліновського, спочатку альбом також планував лише 12 пісень, але колекція включає 19 пісень, 2 з яких вказані як додаток («Висота» та «Гімн Білого легіону (2003)»). На запис були запрошені волонтери для співу та гри на інструментах, участь взяло багато професійних музикантів, крім самих легіонерів.

У повідомленні про збір коштів ініціатори ідеї також зазначили:
Саме в наш час потрібні сильні емоційні, натхненні, бойові патріотичні співи. Тепер, коли ми кусаємо одне одного на місцях, білоруси - литовці - латинські - вибори ... Ми стаємо перед вибором, або програємо це, хоч і недосконале, але наша держава, або об'єднуємось навколо Вітчизни і говоримо всьому світу - ми готові захищати це!

## Видання
Компіляція поширюється через Інтернет. У звіті сказано:
Білий Легіон відроджується. І вже не як закрита бойова організація, а як національна субкультура воєнізованих формувань. Одним з її елементів є патріотична військова музика. Завантажте, послухайте.

## Зміст
| #     | Назва                               | Автор                                             | Тривалість |
| ----- | ----------------------------------- | ------------------------------------------------- | ---------- |
| 1.    | «Мы на маршы»                       | невядомы легіянер                                 | 02:59      |
| 2.    | «Нёман»                             | Анатоль Астрэйка, Несцер Сакалоўскі               | 02:56      |
| 3.    | «Воіны Ранку»                       | Сяргей Міхалок, пераклад Зміцер Сасноўскі         | 03:51      |
| 4.    | «Марш Белага Легіёну/Трымайся Маці» | невядомы легіянер, 1993 год                       | 02:14      |
| 5.    | «Сонца нам дапаможа»                | Лявон Вольскі, Зміцер Вайцюшкевіч                 | 01:52      |
| 6.    | «За Радзіму, за герояў»             | ХІХ ст., пераклад Алесь Чумакоў, Зміцер Сасноўскі | 02:31      |
| 7.    | «Гімн Белага Легіёну»               | Алесь Мікус                                       | 02:07      |
| 8.    | «Воран»                             | Алена Забаронак                                   | 03:43      |
| 9.    | «Развітанне/Бывай мой родны кут»    | У. Лойка, М. Іваноў                               | 01:45      |
| 10.   | «Армейская сям’я»                   | Сяргей Макей                                      | 02:40      |
| 11.   | «Мы выйдзем шчыльнымі радамі»       | Уладзімір Тэраўскі, Макар Краўцоў                 | 01:42      |
| 12.   | «Літвін»                            | Стары Ольса                                       | 03:16      |
| 13.   | «Спеў Тодара»                       | Тодар Кашкурэвіч                                  | 03:23      |
| 14.   | «Пагоня»                            | Максім Багдановіч, Мікола Куліковіч-Шчаглоў       | 04:03      |
| 15.   | «Чакай, Матуля»                     | Сяргей Макей, Ніна Захарэвіч                      | 02:49      |
| 16.   | «У гушчарах»                        | Мікола Куліковіч-Шчаглоў, Наталля Арсеннева       | 02:09      |
| 17.   | «Я сын таго краю»                   | Алесь Змагар, Андрэй Мельнікаў                    | 01:39      |
| 18.   | «Шыхт зважай»                       | версія невядомага легіянера, жывы гук             | 01:45      |
| 19.   | «Гімн Белага легіёна (2003 год)»    | Алесь Мікус                                       | 02:55      |
| 50:28 |                                     |                                                   |            |

## Цікаві факти
- Збірник був присвячений «справжньому синові Вітчизни — Алегу Радзюку (27 серпня 1963 - 20 червня 2019)».

### У ЗМІ
- «Білий легіон« записав альбом патріотичних пісень [Архівовано 17 липня 2020 у Wayback Machine.]
- «Білий легіон» презентував музичну колекцію [Архівовано 16 січня 2021 у Wayback Machine.]
- У Білорусі вперше видається збірка білоруськомовних патріотичних пісень «Білий легіон» [Архівовано 28 вересня 2020 у Wayback Machine.]
- У Білорусі вперше видається збірка білоруськомовних патріотичних пісень «Білий легіон» [Архівовано 13 лютого 2021 у Wayback Machine.]